# Europese PGA Tour 1982
De Europese PGA Tour 1982 was het elfde seizoen van de Europese PGA Tour en werd georganiseerd door de Britse Professional Golfers' Association. Het seizoen bestond uit 23 toernooien.
Dit seizoen stond er drie nieuwe toernooien op de kalender: het Tunesisch Open, de Car Care Plan International en het Sanyo Open. Het Portugees Open verscheen opnieuw terug op de kalender, terwijl het Greater Manchester Open van de kalender verdween.

## Kalender
| Data  | Data  | Toernooi                             | Baan                                        | Land                     | Winnaar           | Score | Score | Info           |
| ----- | ----- | ------------------------------------ | ------------------------------------------- | ------------------------ | ----------------- | ----- | ----- | -------------- |
| 15-04 | 18-04 | Tunisian Open                        | El Kantaoui Golf Course                     | Tunesië                  | Antonio Garrido   | 286   | -2    | Nieuw toernooi |
| 22-04 | 25-04 | Madrid Open                          | Real Club de la Puerta de Hierro            | Spanje                   | Seve Ballesteros  | 273   | -15   |                |
| 29-04 | 02-05 | Italian Open                         | Circolo Golf Is Molas                       | Italië                   | Mark James        | 280   | -8    |                |
| 06-05 | 09-05 | Paco Rabanne Open de France          | Golf de Saint Germain                       | Frankrijk                | Seve Ballesteros  | 278   | -10   |                |
| 13-05 | 16-05 | Martini International                | Lindrik Golf Club                           | Engeland                 | Bernard Gallacher | 277   | -7    |                |
| 21-05 | 24-05 | Car Care Plan International          | Moor Allerton Golf Club                     | Engeland                 | Brian Waites      | 276   | -8    | Nieuw toernooi |
| 28-05 | 31-05 | Sun Alliance PGA Championship        | Hillside Golf Club                          | Engeland                 | Tony Jacklin      | 284   | -4    |                |
| 03-06 | 06-06 | Jersey Open                          | La Moye Golf Club                           | Jersey                   | Bernard Gallacher | 273   | -15   |                |
| 10-06 | 13-06 | Dunlop Masters                       | Marriott St. Pierre Golf Club               | Wales                    | Greg Norman       | 267   | -17   |                |
| 24-06 | 27-06 | Coral Classic                        | Royal Porthcawl Golf Club                   | Wales                    | Gordon Brand Jr.  | 273   | -15   |                |
| 01-07 | 04-07 | Scandinavian Enterprise Open         | Linkoping GK                                | Zweden                   | Bob Byman         | 275   | -9    |                |
| 07-07 | 10-07 | State Express Classic                | The Belfry Golf Club                        | Engeland                 | Greg Norman       | 279   | -13   |                |
| 16-07 | 19-07 | The Open Championship                | Royal Troon Golf Club, Old Course           | Schotland                | Tom Watson        | 284   | -4    |                |
| 22-07 | 25-07 | Lawrence Batley International        | Bingley St. Ives Golf Club                  | Engeland                 | Sandy Lyle        | 269   | -15   |                |
| 27-07 | 01-08 | Lufthansa German Open                | Stuttgarter Golf-Club Solitude              | Bondsrepubliek Duitsland | Bernhard Langer   | 279   | -9    |                |
| 05-08 | 08-08 | KLM Dutch Open                       | Utrechtse Golfclub De Pan                   | Nederland                | Paul Way          | 276   | -12   |                |
| 12-08 | 15-08 | Carroll's Irish Open                 | Potmarnock Golf Club                        | Ierland                  | John O'Leary      | 287   | -1    |                |
| 20-08 | 23-08 | Benson and Hedges International Open | Fulford Golf Club                           | Engeland                 | Greg Norman       | 283   | -5    |                |
| 26-08 | 29-08 | Swiss Open                           | Golf Club Crans-sur-Sierre                  | Zwitserland              | Ian Woosnam       | 272   | -16   |                |
| 02-09 | 05-09 | European Open Championship           | Sunningdale Golf Club                       | Engeland                 | Manuel Piñero     | 266   | -14   |                |
| 09-09 | 12-09 | Haig Whisky TPC                      | Notts Golf Club                             | Engeland                 | Nick Faldo        | 270   | -18   |                |
| 23-09 | 26-09 | Bob Hope British Classic             | Moor Park Golf Club                         | Engeland                 | Gordon Brand Jr.  | 272   | -16   |                |
| 30-09 | 03-10 | Benson and Hedges Spanish Open       | Real Sociedad Hipica Española Club de Campo | Spanje                   | Sam Torrance      | 273   | -15   |                |
| 07-10 | 10-10 | Sanyo Open                           | Club de Golf de Sant Cugat                  | Spanje                   | Neil Coles        | 266   | -14   | Nieuw toernooi |
| 14-10 | 17-10 | Suntory World Match Play             | The Wentworth Club                          | Engeland                 | Seve Ballesteros  | -     | -     |                |
| 21-10 | 24-10 | Trophée Lancôme                      | Saint-Nom-la-Bretèche Golf Club             | Frankrijk                | David Graham      | 276   | -12   |                |
| 04-11 | 07-11 | Portuguese Open                      | Le Meridien Penina Golf & Resort            | Portugal                 | Sam Torrance      | 207   | -12   | 3 speelronden  |

## Order of Merit
De Order of Merit wordt gebaseerd op basis van het verdiende geld.
| Rang | Speler            | Land                     | Prijzengeld (£) |
| ---- | ----------------- | ------------------------ | --------------- |
| 1    | Greg Norman       | Australië                | 66.406          |
| 2    | Sandy Lyle        | Schotland                | 61.518          |
| 3    | Sam Torrance      | Schotland                | 61.517          |
| 4    | Nick Faldo        | Engeland                 | 56.884          |
| 5    | Manuel Piñero     | Spanje                   | 54.211          |
| 6    | Bernhard Langer   | Bondsrepubliek Duitsland | 43.848          |
| 7    | Gordon Brand Jr.  | Schotland                | 38.842          |
| 8    | Ian Woosnam       | Wales                    | 38.820          |
| 9    | Bernard Gallacher | Schotland                | 38.589          |
| 10   | Seve Ballesteros  | Spanje                   | 38.437          |